# Uczep

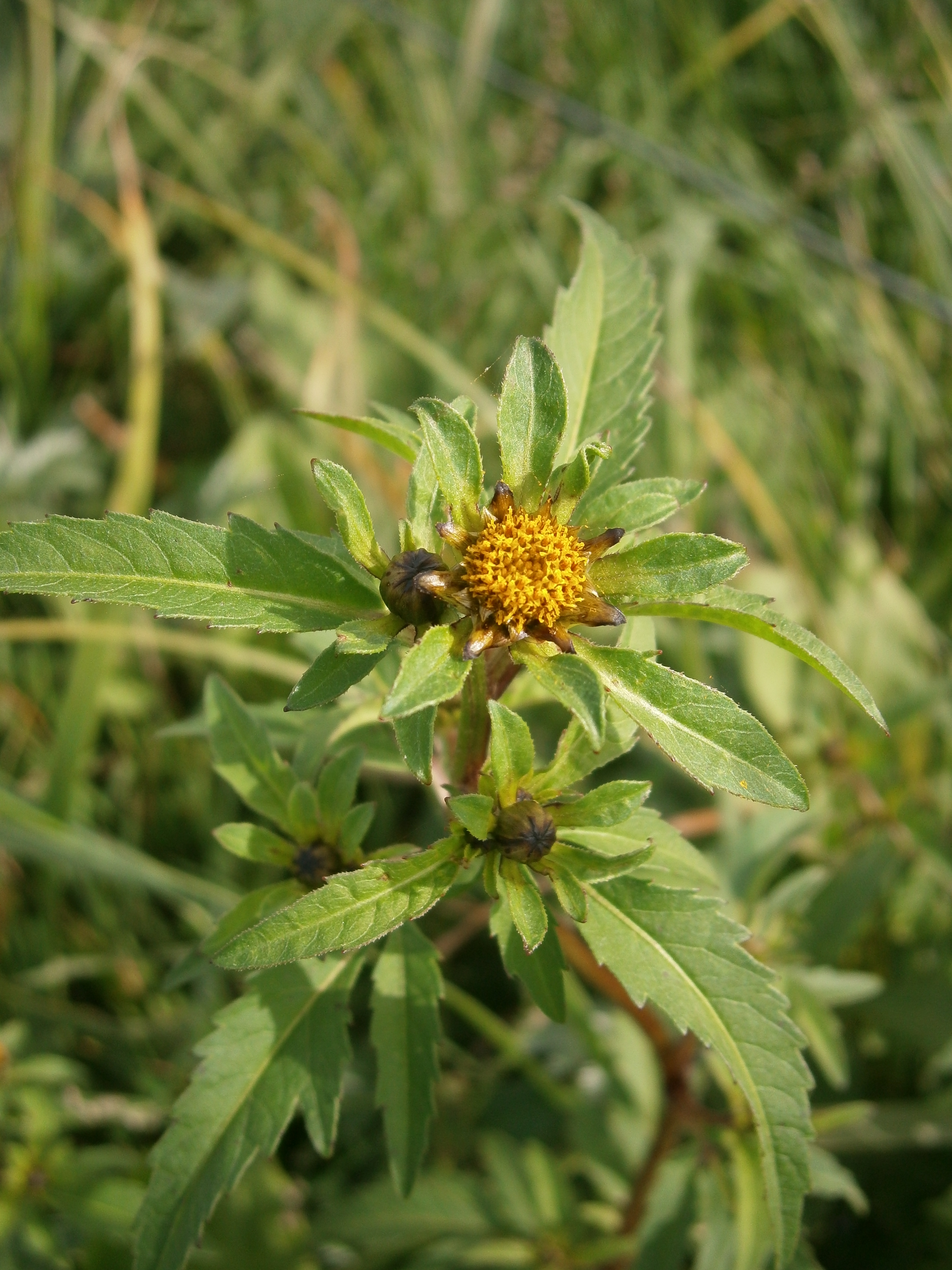
Uczep trójlistkowy

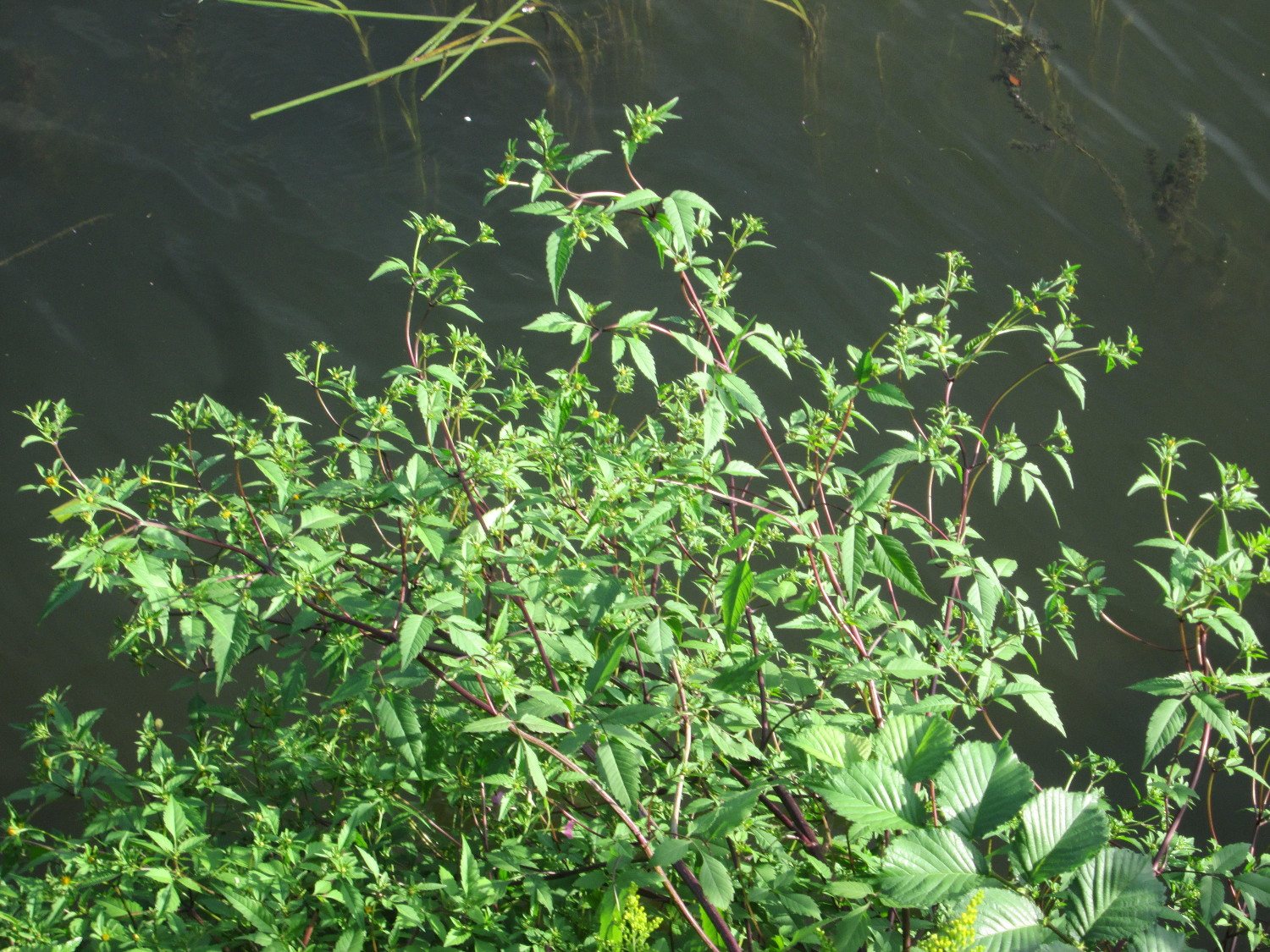
Uczep amerykański

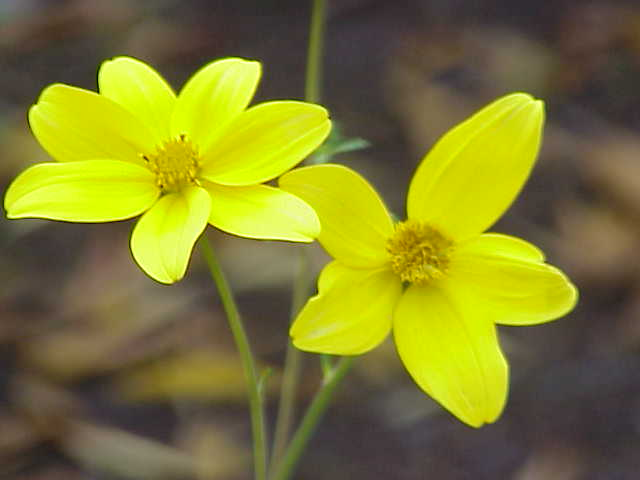
Kwiatostan Bidens triplinervia

Uczep (Bidens) – rodzaj roślin należący do rodziny astrowatych. Liczba gatunków określana jest często na 150–250, czasem nawet 340 gatunków. W bazie taksonomicznej Plants of the World online liczba zweryfikowanych gatunków określona jest na 221. Rośliny te występują na całym niemal świecie, z wyjątkiem obszarów o bardzo zimnym klimacie. Większość gatunków pochodzi z obszaru Meksyku i sąsiadujących rejonów obydwu Ameryk. W Polsce rośnie dziko 7 gatunków, z czego tylko dwa lub trzy są rodzime.
Rośliny te często rosną w siedliskach wilgotnych, na brzegach wód, ale niektóre też na siedliskach bardzo suchych.
Kilka gatunków bywa uprawianych jako ozdobne, zwłaszcza uczep zapaliczkowaty B. ferulaefolius. Niektóre wykorzystywane są lokalnie jako rośliny lecznicze. Liczne gatunki to uciążliwe chwasty i gatunki inwazyjne, zwłaszcza uczep owłosiony B. pilosa w strefie międzyzwrotnikowej (w ciągu roku może wytworzyć do czterech pokoleń, rozwijając na jednej roślinie 6 tys. owoców).

## Rozmieszczenie geograficzne

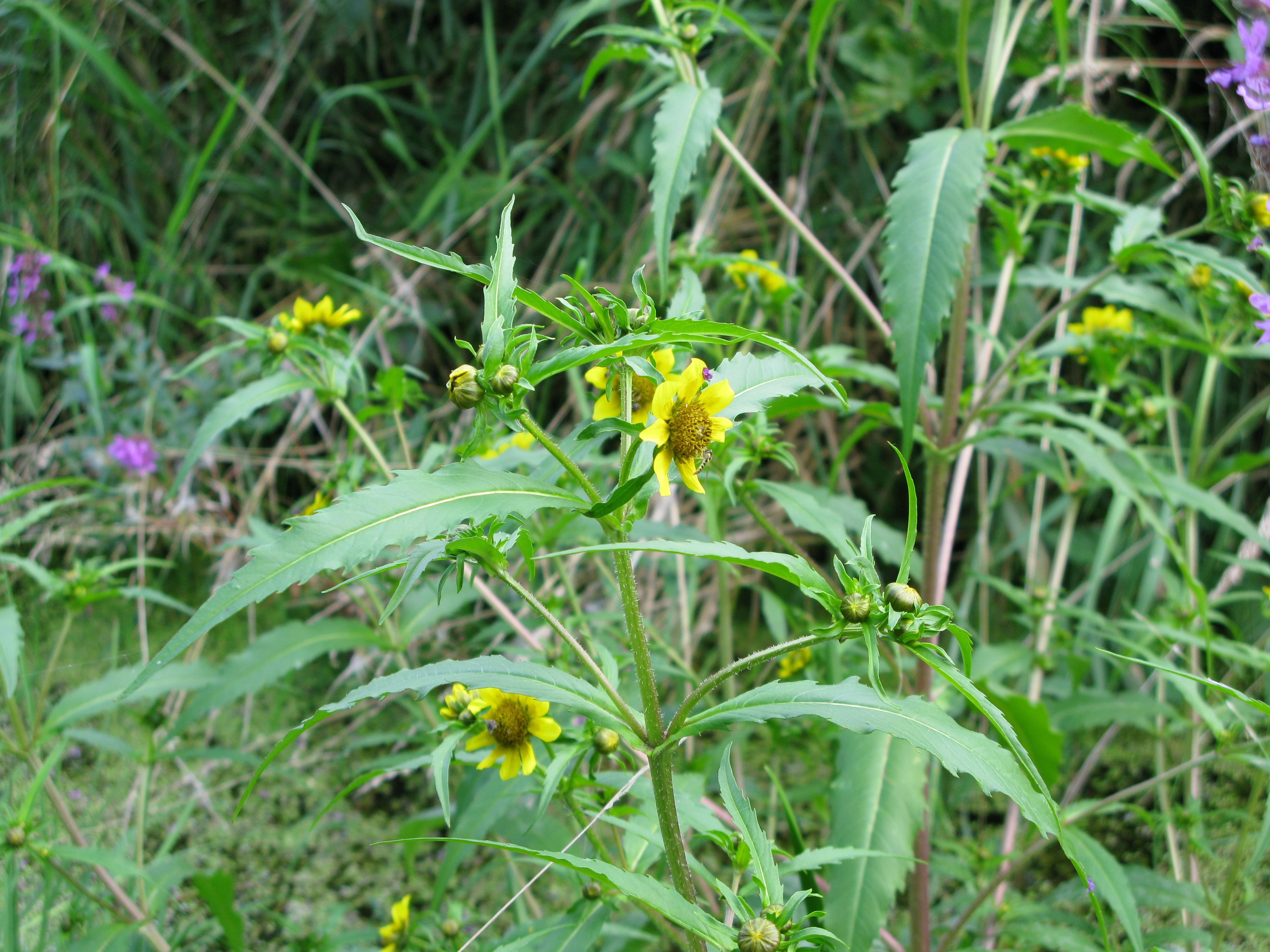
Uczep zwisły

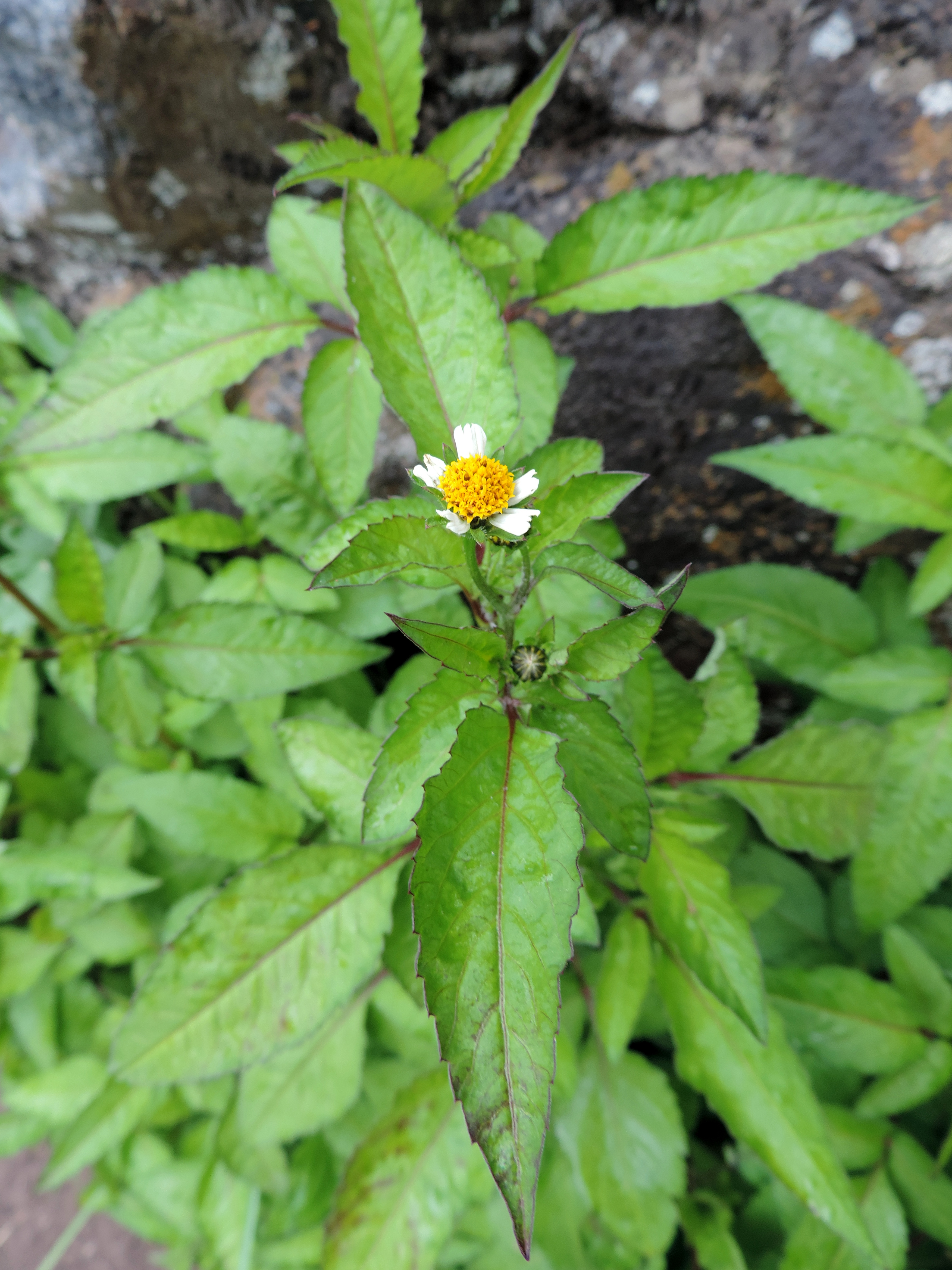
Uczep owłosiony

Rodzaj jest kosmopolityczny – ma zasięg obejmujący wszystkie kontynenty z wyjątkiem Antarktydy, brak jego przedstawicieli lub występują tylko jako rośliny introdukowane na obszarach klimatu bardzo zimnego i na niektórych wyspach strefy tropikalnej (Madagaskar, Archipelag Malajski, Oceania). Najbardziej zróżnicowany jest w strefie międzyzwrotnikowej obu kontynentów amerykańskich, zwłaszcza w Meksyku. W Ameryce Północnej na północ od Meksyku obecnych jest 25 gatunków, w Afryce jest ich 63, w Europie rosną trzy gatunki rodzime i szereg introdukowanych.
Gatunki rodzime we florze Polski
- uczep trójlistkowy Bidens tripartita L.
- uczep śląski Bidens radiata Thuill., syn. B. radiatus Thuill. – gatunek o niepewnym statusie we florze Polski[9], zaliczany też do kenofitów[11]
- uczep zwisły Bidens cernua L., syn. B. cernuus L.

Gatunki introdukowane w Polsce
- uczep amerykański Bidens frondosa L., syn. B. melanocarpus Wiegand – antropofit zadomowiony
- uczep owłosiony Bidens pilosa L. – efemerofit
- uczep zapaliczkowaty Bidens ferulaefolius (Jacq.) DC. – efemerofit
- uczep zwodniczy Bidens connata H.L. Mühl., syn. B. connatus H.L. Mühl. – antropofit zadomowiony

## Morfologia
PokrójRośliny jednoroczne (w Europie Środkowej tylko takie), byliny, krzewinki, krzewy do 1,5 m wysokości i pnącza osiągające do 4 m długości. Łodygi zwykle wzniesione, często silnie rozgałęzione na całej długości, czasem tylko w części szczytowej. Na przekroju okrągłe lub kanciaste, czasem kreskowane lub bruzdowane.
LiścieNaprzeciwległe, rzadziej okółkowe, w górze pędu czasem skrętoległe. Osadzone na ogonkach lub siedzące. Blaszki nagie lub owłosione, pojedyncze, złożone lub pierzastowcinane lub klapowane, całobrzegie, ząbkowane, piłkowane.
KwiatyZebrane w koszyczki lub główki. Okrywy półkuliste, dzwonkowate do walcowatych, o średnicy od 4 mm (rzadko mniejsze) do 12 mm (rzadko większe). Listki okrywy zwykle w dwóch rzędach, wolne lub zrośnięte u samej nasady, jajowate do lancetowatych, zielone do błoniastych  i łuskowatych. Osadnik płaski lub lekko wypukły. Kwiaty wsparte są plewinkami płaskimi lub łódeczkowatymi, zwykle odpadającymi. Brzeżne, płonne kwiaty języczkowe w liczbie kilku do ponad 20, choć czasem też ich brak. Przeważnie są żółte, rzadko tylko pomarańczowe, białawe lub pupurowe. Kwiaty rurkowate liczne, obupłciowe, żółte lub pomarańczowe, rzadko białe lub różowe, o krótkiej rurce, i 5 trójkątnych łatkach.
OwoceNiełupki zwykle spłaszczone, nierówno 3–4-kanciaste, rzadziej niemal walcowate lub czterokanciaste o równych bokach, owłosionych lub nagich, często z zadziorkami lub sztywnymi włoskami na kantach. Puchu kielichowego brak lub trwały w postaci dwóch lub czterech ości pokrytych zadziorkowatymi ząbkami lub włoskami, rzadko nagimi.

## Systematyka
Pozycja systematyczna
Rodzaj z rodziny astrowatych Asteraceae, w obrębie której klasyfikowany jest do podrodziny Asteroideae i plemienia Coreopsideae.
Wykaz gatunków
- Bidens acrifolia Sherff
- Bidens acuticaulis Sherff
- Bidens aequisquama (Fernald) Sherff
- Bidens alba (L.) DC.
- Bidens amplectens Sherff
- Bidens amplissima Greene
- Bidens andicola Kunth
- Bidens andongensis Hiern
- Bidens andrei Sherff
- Bidens angustissima Kunth
- Bidens anthemoides Sherff
- Bidens anthriscoides DC.
- Bidens aoraiensis M.L.Grant
- Bidens arenicola Sherff
- Bidens aristosa (Michx.) Britton
- Bidens asperata (Hutch. & Dalziel) Sherff
- Bidens asymmetrica Sherff
- Bidens aurea (Aiton) Sherff – uczep zapaliczkowaty
- Bidens balsana Melchert
- Bidens barteri (Oliv. & Hiern) T.G.J.Rayner
- Bidens baumii Sherff
- Bidens beckiana (F.Br.) Sherff
- Bidens beckii Torr. ex Spreng.
- Bidens bicolor Greenm.
- Bidens bidentoides (Nutt.) Britton
- Bidens bigelovii A.Gray
- Bidens bipinnata L.
- Bidens bipontina Sherff
- Bidens biternata (Lour.) Merr. & Sherff
- Bidens blakei (Sherff) Melchert
- Bidens borianiana (Schweinf.) Cufod.
- Bidens brandegeei Sherff
- Bidens brasiliensis Sherff
- Bidens buchneri Sherff
- Bidens burundiensis M.Tadesse
- Bidens cabopulmensis León de la Luz & B.L.Turner
- Bidens campanulata Bringel & T.B.Cavalc.
- Bidens camporum (Hutch.) Mesfin
- Bidens campylotheca Sch.Bip.
- Bidens carinata Cuf. ex Mesfin
- Bidens cernua L. – uczep zwisły
- Bidens cervicata Sherff
- Bidens chiapensis Brandegee
- Bidens chippii (M.B.Moss) Mesfin
- Bidens chodatii Hassl.
- Bidens chrysanthemifolia (Kunth) Sherff
- Bidens cinerea Sherff
- Bidens clarendonensis Britton
- Bidens clavata Ballard
- Bidens colimana Melchert
- Bidens conjuncta Sherff
- Bidens connata Muhl. ex Willd. – uczep zwodniczy
- Bidens cordifolia Sch.Bip.
- Bidens cordylocarpa (A.Gray) D.J.Crawford
- Bidens cornuta Sherff
- Bidens cosmoides Sherff
- Bidens crocea Welw. ex O.Hoffm.
- Bidens cronquistii (Sherff) Melchert
- Bidens cynapiifolia Kunth
- Bidens deltoidea J.W.Moore
- Bidens discoidea Britton
- Bidens diversa Sherff
- Bidens domingensis O.E.Schulz
- Bidens eatonii Fernald
- Bidens edentula G.M.Barroso
- Bidens ekmanii O.E.Schulz ex Urb.
- Bidens elgonensis (Sherff) Agnew
- Bidens elliotii Sherff
- Bidens engleri O.E.Schulz
- Bidens esmartinezii Villaseñor
- Bidens evapelliana W.L.Wagner, J.R.Clark & Lorence
- Bidens exigua Sherff
- Bidens fischeri (O.Hoffm.) Sherff
- Bidens fistulosa Sch.Bip. ex Baker
- Bidens flabellata O.Hoffm.
- Bidens flagellaris Baker
- Bidens flagellata (Sherff) Mesfin
- Bidens forbesii Sherff
- Bidens frondosa L. – uczep amerykański
- Bidens gardneri Baker
- Bidens × garumnae Jeanj. & Debray
- Bidens gentryi Sherff
- Bidens ghedoensis Mesfin
- Bidens glandulifera M.L.Grant
- Bidens goiana B.L.Turner
- Bidens gracillima Sherff
- Bidens grantii Sherff
- Bidens graveolens Mart.
- Bidens gypsophila Miranda
- Bidens hassleriana (Chodat) A.A.Sáenz
- Bidens hawaiensis A.Gray
- Bidens hendersonensis Sherff
- Bidens henryi Sherff
- Bidens herzogii (Sherff) D.J.N.Hind
- Bidens heterodoxa Fernald & H.St.John
- Bidens heterosperma A.Gray
- Bidens hildebrandtii O.Hoffm.
- Bidens hillebrandiana (Drake) O.Deg. ex Sherff
- Bidens hintonii (Sherff) Melchert
- Bidens holstii Sherff
- Bidens holwayi Sherff & S.F.Blake
- Bidens hyperborea Greene
- Bidens insolita Sherff
- Bidens isostigmatoides Sherff
- Bidens kamerunensis Sherff
- Bidens kamtschatica Vassilcz.
- Bidens kilimandscharica (O.Hoffm.) Sherff
- Bidens kirkii Sherff
- Bidens laevis (L.) Britton, Sterns & Poggenb.
- Bidens lantanoides A.Gray
- Bidens lejolyana Lisowski
- Bidens lemmonii A.Gray
- Bidens leptocephala Sherff
- Bidens leptophylla C.H.An
- Bidens lineariloba Oliv.
- Bidens longistyla C.R.Hart
- Bidens macrocarpa Sherff
- Bidens macroptera (Sch.Bip. ex Chiov.) Mesfin
- Bidens magnifolia Sherff
- Bidens malawiensis Mesfin
- Bidens mandonii (Sherff) Cabrera
- Bidens mannii T.G.J.Rayner
- Bidens mathewsii Sherff
- Bidens mauiensis Sherff
- Bidens maximowicziana Oett.
- Bidens melchertii B.L.Turner
- Bidens menziesii Sherff
- Bidens mesfinii Anderb.
- Bidens mexicana Sherff
- Bidens meyeri V.A.Funk & K.R.Wood
- Bidens micrantha Gaudich.
- Bidens microcephala W.L.Wagner, J.R.Clark & Lorence
- Bidens microphylla Sherff
- Bidens minensis Sherff
- Bidens mitis Sherff
- Bidens mollifolia Sherff
- Bidens molokaiensis Sherff
- Bidens monticola Poepp. & Endl.
- Bidens mooreensis M.L.Grant
- Bidens moorei Sherff
- Bidens × multiceps Fassett
- Bidens nana M.O.Dillon
- Bidens negriana (Sherff) Cufod.
- Bidens nobilioides Sherff
- Bidens nudata Brandegee
- Bidens oaxacana Melchert
- Bidens oblonga (Sherff) Wild
- Bidens occidentalis (Hutch. & Dalziel) Mesfin
- Bidens ocellata (Greenm.) Melchert
- Bidens ochracea Sherff
- Bidens odora (Sherff) T.G.J.Rayner
- Bidens oerstediana Sherff
- Bidens oligantha Brandegee
- Bidens oligoflora (Klatt) Wild
- Bidens orofenensis M.L.Grant
- Bidens ostruthioides (DC.) Sch.Bip.
- Bidens pachyloma (Oliv. & Hiern) Cufod.
- Bidens paniculata Hook. & Arn.
- Bidens parviflora Willd.
- Bidens pilosa L. – uczep owłosiony
- Bidens pinnatipartita (O.Hoffm.) Wild
- Bidens × polakii Velen.
- Bidens polycephala Sch.Bip.
- Bidens polylepis S.F.Blake
- Bidens populifolia Sherff
- Bidens prestinaria (Sch.Bip.) Cufod.
- Bidens pringlei Greenm.
- Bidens pseudalausensis Sherff
- Bidens pseudocosmos Sherff
- Bidens radiata Thuill. – uczep śląski
- Bidens raiateensis J.W.Moore
- Bidens reptans G.Don
- Bidens riedelii Baker
- Bidens riparia Kunth
- Bidens rosemaniana B.L.Turner & Melchert
- Bidens rostrata Melchert
- Bidens rubicundula Sherff
- Bidens rubifolia Kunth
- Bidens rueppellii (Sch.Bip.) Sherff
- Bidens ruyigiensis T.G.J.Rayner
- Bidens saint-johniana Sherff
- Bidens saltillensis Melchert
- Bidens sambucifolia Cav.
- Bidens sandvicensis Less.
- Bidens schaffneri (A.Gray) Sherff
- Bidens schimperi Sch.Bip. ex Walp.
- Bidens segetum Mart. ex Colla
- Bidens serboana B.L.Turner
- Bidens serrulata (Poir.) Desf.
- Bidens setigera (Sch.Bip.) Sherff
- Bidens sharpii (Sherff) Melchert
- Bidens shrevei Britton
- Bidens sierra-leonensis Mesfin
- Bidens simplicifolia C.H.Wright
- Bidens societatis J.W.Moore
- Bidens socorrensis Moran & G.A.Levin
- Bidens somaliensis Sherff
- Bidens steppia Sherff
- Bidens steyermarkii Sherff
- Bidens subalternans DC.
- Bidens subspiralis McVaugh
- Bidens taylorii Sherff
- Bidens tenera O.E.Schulz
- Bidens tenuisecta A.Gray
- Bidens ternata (Chiov.) Sherff
- Bidens tetraspinosa Majeed Kak & Javeid
- Bidens torta Sherff
- Bidens trelawniensis Proctor
- Bidens trichosperma (Michx.) Britton
- Bidens tripartita L. – uczep trójlistkowy
- Bidens triplinervia Kunth
- Bidens uapensis (F.Br.) Sherff
- Bidens ugandensis Sherff
- Bidens urceolata De Wild.
- Bidens urophylla Sherff
- Bidens valida Sherff
- Bidens vulgata Greene
- Bidens whytei Sherff
- Bidens wichmanii W.L.Wagner, J.R.Clark & Lorence
- Bidens wiebkei Sherff
- Bidens woodii W.L.Wagner, J.R.Clark & Lorence
- Bidens xanti (A.Gray) B.L.Turner
- Bidens zairensis Lisowski
- Bidens zavattarii Cufod.